# Santo António de Manatuto (Berg)
Der Santo António de Manatuto ist ein Hügel in Osttimor mit einer Höhe von 83 m. Er liegt östlich des Stadtzentrums von Manatuto im Suco Ma'abat (Verwaltungsamt Manatuto, Gemeinde Manatuto).
Zwischen Friedhof und dem Gesundheitszentrum führt ein Weg den Hügel hinauf zu einem Pavillon, in dem eine Statue des heiligen Antonius von Lissabon steht, dem Schutzpatron von Manatuto.

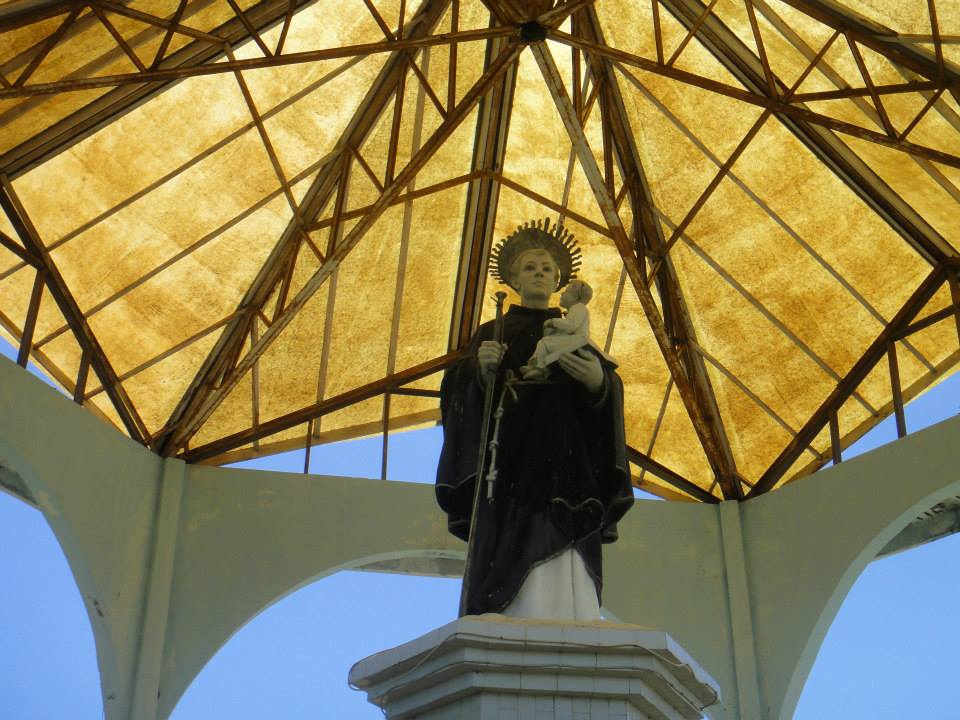
Statue des hl. Antonius
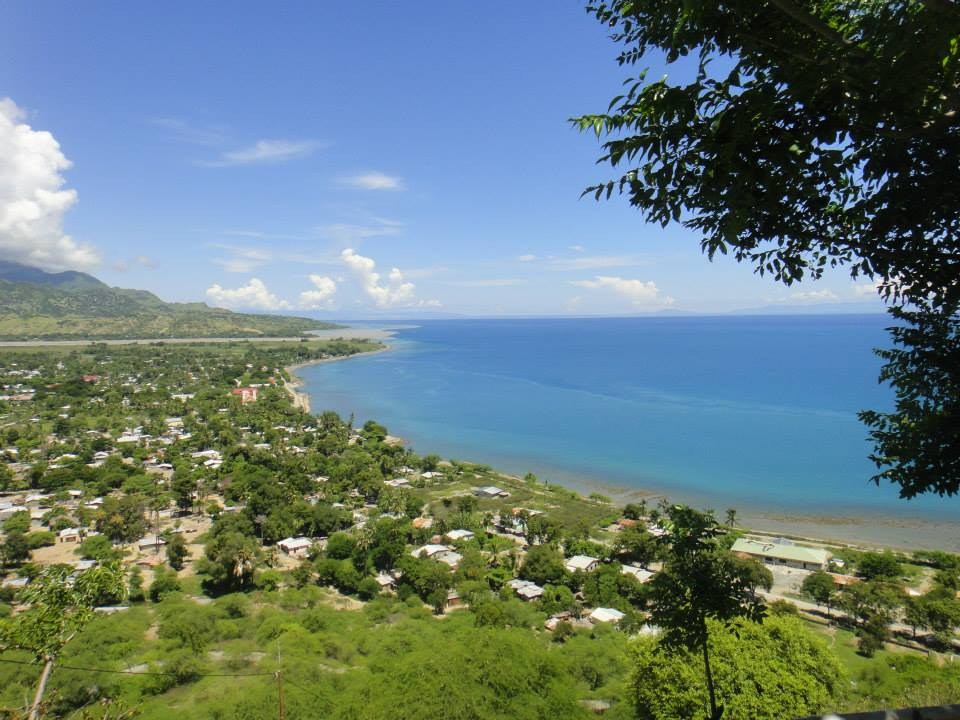
Blick vom Hügel auf die Stadt Manatuto